# Purwojiwo
Purwojiwo is een bestuurslaag in het regentschap Wonosobo van de provincie Midden-Java, Indonesië. Purwojiwo telt 2521 inwoners (volkstelling 2010).